# Боговинье (община)
Бого́винье (макед. Општина Боговиње, алб. Komuna e Bogovinës) — община в Северной Македонии. Расположена на северо-западе страны. Население составляет 28 997 человек (2002 год).
Административный центр — село Боговинье.
Площадь территории общины 141,65 км² (150 км²).
Граничит с общинами Северной Македонии:
- на юге — с общиной Врапчиште;
- на востоке — с общиной Брвеница;
- на севере — с общиной Тетово.

На западе граничит с автономным краем Косово и Метохия Сербии.
Кроме села Боговинье в состав общины входят ещё 15 сёл (13 сёл).
Этническая структура населения в общине:
- албанцы — 95,23 %;
- турки — 4,08 %;
- македонцы — 0,13 %;
- боснийцы — 0,03 %
- цыгане — 0,02 %;
- остальные — 0,51 %

На западе территории общины располагается Боговинское озеро.